# یواس‌اس رامونا (آی‌ایکس-۷۶)
یواس‌اس رامونا (آی‌ایکس-۷۶) (به انگلیسی: USS Ramona (IX-76)) یک کشتی بود که طول آن ۱۰۹ فوت (۳۳ متر) بود. این کشتی در سال ۱۹۴۲ ساخته شد.